# Mario Tennis Open
Mario Tennis Open (マリオテニス オープン, Mario Tenisu Ōpun) é um jogo eletrônico esportivo de tênis desenvolvido pela Camelot e publicado pela Nintendo para o Nintendo 3DS. O jogo foi lançado em maio de 2012; e posteriormente relançado como título transferível na Nintendo eShop. Futuramente, foi colocado na edição especial Nintendo Selects e é um dos poucos jogos da Nintendo a estarem disponíveis em Português (de Portugal, nas versões europeias) para o console.
Mario Tennis Open também é o primeiro jogo de Mario Tennis a apresentar um modo online para ser jogado simultaneamente entre os jogadores, embora exista uma trava de  região dentro do jogo.

## Gameplay
Assim como tivemos nos jogos anteriores da franquia, Mario Tennis Open incorpora personagens, cenários e cenários da franquia Mario. Os jogadores podem participar de partidas de tênis padrão (o que faz com que nenhum elemento de RPG, presente em outros jogos como Mario Tennis e Mario Tennis: Power Tour, não estejam presente nesse jogo), apesar de poder colocar em algumas partidas, regras e objetivos diferentes. Vinte e quatro personagens jogáveis da franquia Mario estão disponíveis, além de 8 desbloqueáveis (fora os Mii's que podem ser usados dentro do jogo) por causa do QR Code cada um com alguma especialidade (ataque, defesa e velocidade) que são usadas a favor dos jogadores. Somente os Miis que podem ser customizados, os outros personagens não podem ter seus estatísticas mudadas
Mario Tennis Open utiliza algumas funções presentes no Nintendo 3DS para incrementar na jogabilidade e na diversão do uso. A tela touch (Para as combinações durante a partida) e o Giroscopio (modificar a posição da camera) são usados nas partidas. Já a funcionalidade StreetPass pode ser usado para compartilhar dados entre os consoles, essa função no jogo desbloqueia a possibilidade de jogar com um oponente (que será controlado pela CPU, imitando o estilo de jogo dessa pessoa), caso o outro console tenha algum dado salvo dentro do jogo.
No modo online, as mesmas funções presentes no modo um jogador estão presentes, o que permite que ate 4 jogadores possam jogar simultaneamente durante a partida, seja seus amigos (presente na Lista de Amigos do 3DS)  ou pessoas ao redor do mundo. Contudo, o modo online existe um bloqueio de região, ou seja, não é possível jogar com outras pessoas fora da região do console.
Existem mini games dentro do jogo que podem ser usados para treinar dentro do jogo, porem são os modos mais próximos de outro jogos presente na franquia, como o modo Super Mario Tennis e o Galaxy Rally. Já os modos Ink Showdown e o Ring Shot são os outros modos que complementam a experiência do jogo

## Recepção e Vendas
A recepção da critica foi bem mistas, No Metacritic, o jogo conseguiu media 69, na Nintendo Magazine conseguiu ter a aprovação de 80%, ja na EuroGamer e a NintendoLife conseguiu tirar 7/10. Já no Brasil a TecMundo deu nota 77 e na Nintendo Blast tirou nota 8,0.
Todos os que analisaram o jogo criticaram duramente o fato do jogo não conter os modos RPG presentes em outros jogos da franquia, a dependência do modo online para ser mais divertidos, o fato do jogo reutilizar muitas coisas presentes no Mario Tennis: Power Tour e o fato do jogo não ser inovador, não divertindo como antes e ser "mais do mesmo".